# باشگاه فوتبال سنت لوئیسین
باشگاه فوتبال سنت لوئیسین که معمولاً با نام سنت لوئیسین یا به سادگی ای‌اس‌اس‌ال شناخته می‌شود، یک باشگاه فوتبال از سن لویی، جزیره رئونیون است. این باشگاه مسابقات خانگی خود را در ورزشگاه تئوفیل هوراو برگزار می‌کند که حداکثر ظرفیت آن ۲,۵۰۰ نفر است.

## دست‌آوردها
- لیگ برتر رئونیون: ۱۶ قهرمانی[۲]
- جام حذفی رئونیون: ۱۳ قهرمانی[۳]
- جام دی‌اوام: ۴ قهرمانی[۴]
- جام قهرمانان خارج از کشور: ۲ قهرمانی[۴]